# Amarro Fiamberti
Adamo Mario Fiamberti, detto Amarro (Stradella, 10 settembre 1894 – Feltre, 31 agosto 1970), è stato uno psichiatra e calciatore italiano.

## Biografia
Nativo di Stradella ma trasferitosi a Torino in gioventù, fu un giocatore della Juventus per una sola stagione, in cui collezionò 2 presenze nella massima serie. Debuttò in campionato il 10 novembre 1912, in una partita conclusasi con la sua squadra battuta per 3-0 sul campo del Casale. Disputò la sua seconda gara il successivo 17 novembre: si trattò di un'altra sconfitta, contro il Torino per 8-0.
Nel 1914 fu ingaggiato dal Torino, club con cui ottiene il secondo posto nelle finali nazionali della stagione 1914-1915, interrotta a causa della Grande Guerra. Durante il conflitto fu chiamato al fronte, rientrando a Torino definitivamente solo nel 1920, anno in cui conseguì la laurea in medicina e chirurgia. Tornò a giocare con i granata disputando 4 partite tra il 1919 e il 1921, prima di interrompere l'attività calcistica per dedicarsi agli studi di psichiatria salvo una breve ripresa nella Stradellina.
Fiamberti fu il primo che, nel 1937, eseguì un'operazione di lobotomia transorbitale, accedendo ai lobi frontali del cervello attraverso le orbite oculari. La tecnica fu applicata largamente da Fiamberti in Italia e da Walter Freeman negli Stati Uniti, con strumenti differenti. 
Fiamberti a partire dal 1932 fu direttore dell'ospedale psichiatrico di Sondrio; tra il 1935 e il 1937 si trasferì a Vercelli e, mentre ancora il nuovo ospedale psichiatrico era in costruzione, ne fu nominato direttore. Qui, oltre a seguire il completamento della struttura, ne elaborò i regolamenti per il futuro funzionamento. Nel 1937 si trasferì poi a Varese per assumere la direzione del nuovo ospedale psichiatrico provinciale di Bizzozero, che guidò fino al 1964, anno del suo collocamento in pensione. 
Morì nel 1970 a Feltre.

## Statistiche

### Presenze e reti nei club
| Stagione        | Squadra         | Campionato      | Campionato | Campionato | Altre coppe | Altre coppe | Altre coppe | Totale | Totale |
| Stagione        | Squadra         | Comp            | Pres       | Reti       | Comp        | Pres        | Reti        | Pres   | Reti   |
| --------------- | --------------- | --------------- | ---------- | ---------- | ----------- | ----------- | ----------- | ------ | ------ |
| 1912-1913       | Juventus        | Prima Categoria | 2          | 0          | -           | -           | -           | 2      | 0      |
| 1914-1915       | Torino          | Prima Categoria | 6          | 4          | -           | -           | -           | 6      | 4      |
| 1919-1920       | Torino          | Prima Categoria | 1          | 1          | -           | -           | -           | 1      | 1      |
| 1920-1921       | Torino          | Prima Categoria | 3          | 1          | -           | -           | -           | 2      | 1      |
| Totale Torino   | Totale Torino   | Totale Torino   | 10         | 6          |             | -           | -           | 10     | 6      |
| Totale carriera | Totale carriera | Totale carriera | 12         | 6          |             | -           | -           | 12     | 6      |

## Nella cultura di massa
Lo psichiatra viene menzionato nel secondo episodio della prima stagione della serie televisiva Ratched.